# Kävlinge Station
Kävlinge station er en station i Kävlinge på Västkustbanan, mellem Lund og Landskrona.
| Foregående station |  | Veolia                 |  | Efterfølgende station                                      |
| ------------------ |  | ---------------------- |  | ---------------------------------------------------------- |
| Lund Cmod Malmö C  |  | ÖresundstågHelsingborg |  | Landskronamod Göteborg C eller Karlskrona C eller Kalmar C |

55°47′40″N 13°06′41″Ø / 55.7944°N 13.1114°Ø
| Jernbane | Spire Denne jernbaneartikel er en spire som bør udbygges. Du er velkommen til at hjælpe Wikipedia ved at udvide den. |